# Часовникова кула (Чупрене)
Чупренската часовникова кула е часовникова кула в село Чупрене, Видинско, България. Кулата е и камбанария на съседната църква „Свети Николай“. В 1976 година кулата е обявена за паметник на културата.
Кулата е построена през 1899 година от македонски майстори, начело с майстор Евто Велов от Ябланица, Дебърско. Ктиторският надпис гласи:
| „ | С. Никола 1899. година. С. Чупрен. Димитриѧ. ерей. Въ митрополит. Кирилъ царковно на. стоятелств. м. Евто. Велов гр. Дебар. с. Абла ниц. | “ |

През 2011 година по четирите фасади на кулата са изрисувани светци. Кулата е висока 15 m. Зидарията е от дялани варовикови блокове. Около 1927 – 1928 година е монтиран часовников механизъм с четири циферблата работещ и до днес. Изображение на кулата фигурира в герба на община Чупрене.